# 줄리 앤 로빈슨
줄리 앤 로빈슨(영어: Julie Anne Robinson)은 영국의 연극, 텔레비전, 영화 감독이자 프로듀서로, 미국과 영국에서 활동하고 있다.

## 경력
로빈슨은 영국에서 텔레비전 프로그램 연출 경력을 시작했다. 《그레이 아나토미》의 연출 현장을 참관하며 경험을 쌓은 후에는 해당 드라마 에피소드의 연출을 담당하며 미국에서도 연출로 데뷔했다.
로빈슨은 《브리저튼》, 《마스터스 오브 섹스》, 《간호사 재키》, 《오렌지 이즈 더 뉴 블랙》, 《그레이스 앤 프랭키》, 《캐슬록》, 《팍스 앤 레크리에이션》, 《굿 플레이스》, 《셀피》 등의 작품의 제작에 참여했다. 미국에서만 12개 TV 시리즈의 파일럿 에피소드를 연출했고, 그중 7개가 실제 시리즈로 제작되었다. 또한 숀다 라임스와 함께 《더 케치》를 기획하고 총괄 프로듀서를 맡았다. 2023년에는 《닥터 후》 시즌 14의 두 에피소드 "Space Babies", "Boom"의 연출을 맡았고, 총괄 프로듀서로도 참여했다.
로빈슨이 연출한 장편 영화로는 《원 포 더 머니》(2012), 《라스트 송》이 있다.
로빈슨은 미국에서 캐니래즈 프로덕션을 설립했고, 영국에서는 ITV의 전 드라마 책임자였던 빅토리아 피아와 함께 롱보트 픽처스를 공동 설립했다.
로빈슨은 자신이 연출한 작품을 통해 두 차례 영국 아카데미 영화상에, 한 차례 골든 글로브상 후보에 이름을 올렸다.

## 개인사
줄리 앤 로빈슨은 남편 로버트 존스와 함께 캘리포니아주 패서디나에 살고 있다.
2017년, 숀 매과이어와 로빈슨은 로스앤젤레스에서 시리아 난민을 돕기 위한 자선 행사를 조직했다.

## 필모그래피

### 텔레비전
- 《닥터 후》(2024~)
- 《파트너 트랙(영어판)》(2022)
- 《브리저튼》(2020)
- 《플로리다에서 신이 되는 법(영어판)》(2019)
- 《아이 필 배드(영어판)》(2018)
- 《캐슬록》(2018)
- 《A.P. 바이오(영어판)》(2018)
- 《굿 플레이스》(2018)
- 《아임 다잉 업 히어(영어판)》(2017)
- 《라스트 타이쿤(영어판)》(2017)
- 《마스터스 오브 섹스》(2016)
- 《로디즈(영어판)》(2016)
- 《더 케치》(2016)
- 《맨해튼(영어판)》(2014~2015)
- 《오렌지 이즈 더 뉴 블랙》(2015)
- 《그레이스 앤 프랭키》(2015)
- 《간호사 재키》(2015)
- 《스캔들》(2013~2014)
- 《셀피》(2014)
- 《서버가토리》(2012—2014)
- 《브루클린 나인-나인》(2013—2014)
- 《헤크 패밀리》(2009~2014)
- 《팍스 앤 레크리에이션》(2013)
- 《하우 투 리브 위드 유어 페어런츠(영어판)》(2013)
- 《위즈》(2007~2012)
- 《투 브로크 걸스》(2012)
- 《팬 암》(2011)
- 《스카운드럴(영어판)》(2010)
- 《푸싱 데이지(영어판)》(2009)
- 《빅 러브》(2009)
- 《그레이 아나토미》(2006~2009)
- 《에밀리스 리즌 와이 낫(영어판)》(2008)
- 《사만다 후?》(2008)
- 《프라이빗 프랙티스》(2007)
- 《골드플레이티드(영어판)》(2006)
- 《걸스 온 더 버스》(2006)
- 《홀비 시티》(2001—2005)
- 《블랙풀(영어판)》(2004)
- 《노 에인절스(영어판)》(2004)
- 《커팅 잇(영어판)》(2002)
- 《닥터스(영어판)》(2000~2001)

### 장편 영화
- 《원 포 더 머니》(2012)
- 《라스트 송》(2010)